# Cantone di La Motte-Servolex
Il Cantone di La Motte-Servolex è una divisione amministrativa dell'arrondissement di Chambéry.
A seguito della riforma complessiva dei cantoni del 2014 è passato da 4 a 8 comuni.

## Composizione
Prima della riforma del 2014 comprendeva i comuni di:
- Bourdeau
- Le Bourget-du-Lac
- La Chapelle-du-Mont-du-Chat
- La Motte-Servolex

Dal 2015 comprende i comuni di:
- Bourdeau
- Le Bourget-du-Lac
- La Chapelle-du-Mont-du-Chat
- Drumettaz-Clarafond
- Méry
- La Motte-Servolex
- Viviers-du-Lac
- Voglans